# Acidiostigma omeium
Acidiostigma omeium är en tvåvingeart som beskrevs av Han och Wang 1997. Acidiostigma omeium ingår i släktet Acidiostigma och familjen borrflugor. Inga underarter finns listade i Catalogue of Life.